# 东花市东街
东花市东街，是北京市东城区东南部的一条南北向大街。

## 简介
东花市东街的前身是东花市斜街。东花市斜街东南起白桥大街，西北到东花市大街，长595米，宽10米。1965年将佘家馆、史家胡同、牛角湾部分并入，因为走向为斜街，且靠近东花市大街，故得名东花市斜街。东花市斜街明朝时称卧佛寺街，清朝乾隆时称卧佛寺，因有卧佛寺而得名。东花市斜街北侧的北京市第五十九中学（2003年被并入北京市广渠门中学）原址曾是广东义园。该中学操场南边有袁崇焕祠。其西为佘家馆。明朝崇祯三年（1630年），袁崇焕在西市冤死，弃尸于市，“乡人惧祸不敢问”。其佘姓仆人“夜窃督师尸，葬北京广渠门内广东旧义园。终身守墓不去，死葬督师墓旁”。清朝乾隆修撰《太宗实录》时，披露了皇太极用反间计杀害袁崇焕的内幕，从而为袁崇焕昭雪。后人为纪念袁崇焕，修建了袁崇焕祠，俗称佘家馆。1952年，北京市人民政府对袁崇焕祠、墓和庙进行重修，1984年被列为北京市文物保护单位。2002年崇文区人民政府投资重修袁崇焕祠、墓，同年11月对外开放。
2002年，崇文区启动角湾危改项目。东花市斜街作为角湾危改项目的一部分，除保留130米外，其余部分被扶正的新路取代。角湾危改区的袁崇焕祠修复并保留，东花市斜街保留下来的130米长的路段就位于袁崇焕祠前，成为本家润园C区内的小区道路。新路北起东花市大街（其延长线与北京内城东南角楼相对），南到广渠门内大街，是一条笔直的南北向道路。后来该路又向北延长至北京二环路东便门桥南侧。该路定名为东花市东街。2012年，东花市街道开展6项环境整治工作，其中包括对东花市东街的环境整治。
东花市东街的南段原先是下唐刀胡同南北向段、白桥西巷，并且占用了北角湾胡同、南角湾胡同的东段。下唐刀胡同南起广渠门内大街，北至东花市斜街再折向西，西到南小市口街，其中东花市斜街至南小市口街段长264米，宽3米，1965年定名下唐刀胡同。白桥西巷南起东花市斜街，北到北角湾胡同。北角湾胡同北起东花市大街，西到东花市斜街，长319米，宽3米，呈“┛”形，因和南角湾胡同呈牛角状，故得名。南角湾胡同北起北角湾胡同，南至东花市斜街，长319米，宽3米。明朝时，北角湾胡同与南角湾胡同统称牛角胡同，清朝光绪年间统称牛角湾，中华民国时期沿用。1965年分为北角湾胡同和南角湾胡同。其中南角湾胡同是将卧佛寺后街、史家胡同并入并定名。南、北角湾地形复杂，胡同出口有九个（北角湾胡同东端有两个、西端有一个出口至东花市大街，西端有两个出口至东花市斜街；南角湾胡同西端有三个出口至东花市斜街，东端连接白桥西巷），北角湾胡同和南角湾胡同西端之间有一支路连接。清朝《京师坊巷志稿》记载，牛角湾有土地祠、财神庙，即明朝《京师五城坊巷胡同集》记载的增福寺，后来这些寺庙均成为了民居。该地区原先是坟地和臭水沟，居民贫困，当时所谓的“穷八家”又称“八间房”，多以蹬三轮、拉排子车、捡煤核、小摊贩、卖纸花为生。房屋狭小破旧，卫生环境恶劣。1950年代对危旧房屋加以修缮改建，20世纪末角湾危改拆迁，老房屋全部被拆除。
东花市东街的北段原先是虎背口胡同。虎背口胡同北起花市下头条，南至东花市大街，长178米，宽3米。清朝时，此处有户部下属衙门，乾隆《京城全图》记载，花市上四条胡同有户部税课司。后来音讹俗称为虎叭喇口。中华民国时期改为虎背口。又一说，虎背口北口窄南口宽，中段拱似虎背状，故得名。1965年定名虎背口胡同。虎背口旧时有禽市。《居易录》记载：“京师花市鬻黄鸽二，毛羽金黄色，索价甚高云云。”是北京知名的鸽市，鸽子种类达到三、四十种，包括鹤秀、麒麟、铁翅、紫鸟、玉环等珍稀品种。中华民国时期，鸽市迁至虎背口以外的三岔路口。中华人民共和国成立后，鸽市不再存在。虎背口胡同的平房在1990年代拆除，建为多层住宅区东花市北里。
北京地铁14号线广渠门内站位于东花市东街南口。